# Българско машинническо дружество „Трудолюбие“
Българското машинническо дружество „Трудолюбие“ е културно-просветна и благотворителна организация, създадена от Тодор Лулчов Каблешков в село Копривщица.
Дружеството е основано на 1 януари 1872 г. от Каблешков със съдействието и при участието на Петко Бояджиев – Кундурджията. По-късните изследователи на живота на Тодор Каблешков в неговия аспект на деятел и в културната област по време на пребиваването му в Копривщица и Пловдив, нямат единно мнение относно мотивите за създаването на „Трудолюбие“.
Първата теза на изследователите определя дружеството като чисто прикритие на дейността на борците от Вътрешната революционна организация в селото (близо 12 000 жители). Втората теза набляга на беззаветната дейност на Каблешков и хората около него за постепенно повдигане и внасяне на модерни основи на икономическия и стопански живот на населението в Копривщица. Съставителят на „Юбилеен сборник по миналото на Копривщица“, професор архимандрит д-р Евтимий Сапунджиев, намира и двете позиции за еднакво правилни, т.е. двата процеса са вървели успоредно, до пълното сливане на двете начинания. Дейността на машинническото дружество Сапунджиев определя като надхвърляща дори тази на Българския революционен централен комитет.
В чисто практическо отношение целта на дружеството е била да бъдат купени машини за разни ръкоделия и ако позволяват в бъдеще средствата му, да построи и някаква фабрика за повдигане местната индустрия. С първите събрани пари била купена машина за плетене на чорапи.

## Устав на машинническото дружество
Членовете от чл. 1 до чл. 23 на машинническото дружество „Трудолюбие“ определят целите и начините на подъжането на функциите му.
- Чл, 1 до чл. 3 – уреждат начините на набирането на необходимите за дейността средства;
- Чл. 4 до чл. 6 – уреждат начините за набиране на членове, системата за гласоподаване и срока на действие на устава (две години);
- Чл. 7 до чл. 9 и чл. 11 – уреждат задълженията на приелите устава членове;
- Чл. 10 – урежда правото на достъп до информация за състоянието на дружеството;
- Чл. 12 – урежда положението на продадените акции;
- Чл. 13 до чл. 15 – уреждат начините, времето и присъствието на заседанията на членовете;
- Чл. 15 до чл. 19 – уреждат правилата за провеждането на заседанията и взаимоотношенията между членовете на братството;
- Чл. 20 до чл. 23 – уреждат правилата и сроковете за изплащането на вноските в касата на дружеството, взаимоотношеията и последствията с наследниците на някой починал вече член.

## Управление на дружеството и устройство на настоятелството
- Членовете от чл. 1 до чл. 23 на машинническото дружество „Трудолюбие“ определят състава и начините на управлението на функциите му.[1]
- Чл. 24 – предоставя управлението на настоятелство в състав: председател, подпредседател, съкровишник, писар и помощник;
- Чл. 25 и чл. 26 – уреждат провеждането на изборите за настоятелство, взимане на решенията чрез вишегласие и обнародването на резултатите от тях;
- Чл. 27 до чл. 29 – уреждат начините на свикване на извънредни заседания на настоятелството и процедурата при отсъствие на председателя;
- Чл. 30 до чл. 32 – уреждат годишните отчети на дружеството, избирането на ново настоятелство и предоставянето на отчетите на членовете на дружеството.

## Задължения на настоятелството
- Чл. 33 до чл. 35 – уреждат поотделно задълженията на председателя, подпредседателя, съкровишника, писаря и помощника и взаимодействията помежду им;
- Чл. 36 до чл. 38 – уреждат поддръжката на печата, библиотеката (архива) и процедурите при отсъстввието на някой член на настоятелството;
- Чл. 39 – урежда отпечатването на петстотин екземпляра от устава и раздаването им на членовете на дружеството.